# Stichting Betaald Voetbal Vitesse 2013-2014
Questa voce raccoglie le informazioni riguardanti lo Stichting Betaald Voetbal Vitesse nelle competizioni ufficiali della stagione 2013-2014.

## Maglie e sponsor
Lo sponsor tecnico per la stagione 2013-2014 fu Nike, senza sponsor ufficiale. La divisa casalinga era composta da una maglietta gialla con strisce nere, pantaloncini e calzettoni bianchi. Quella da trasferta era invece composta da una maglietta bianca con una striscia verticale blu, pantaloncini e calzettoni blu.
| Casa | Trasferta |

## Rosa
| N. |                        | Ruolo | Calciatore            |
| -- | ---------------------- | ----- | --------------------- |
| 2  | Paesi Bassi (bandiera) | C     | Rochdi Achenteh       |
| 2  | Inghilterra (bandiera) | D     | Sam Hutchinson        |
| 3  | Israele (bandiera)     | D     | Dan Mori              |
| 5  | Paesi Bassi (bandiera) | D     | Kelvin Leerdam        |
| 6  | Paesi Bassi (bandiera) | D     | Frank van der Struijk |
| 7  | Paesi Bassi (bandiera) | C     | Marko Vejinović       |
| 8  | Portogallo (bandiera)  | C     | Francisco Júnior      |
| 9  | Serbia (bandiera)      | A     | Uroš Đurđević         |
| 9  | Brasile (bandiera)     | A     | Jonathan Reis         |
| 10 | Paesi Bassi (bandiera) | C     | Davy Pröpper          |
| 11 | Georgia (bandiera)     | A     | Giorgi Chanturia      |
| 14 | Giappone (bandiera)    | A     | Mike Havenaar         |
| 15 | Cile (bandiera)        | C     | Cristián Cuevas       |
| 17 | Brasile (bandiera)     | A     | Lucas Piazon          |
| 18 | Georgia (bandiera)     | C     | Valeri Q'azaishvili   |
| 19 | Ghana (bandiera)       | A     | Christian Atsu        |

| N. |                         | Ruolo | Calciatore               |
| -- | ----------------------- | ----- | ------------------------ |
| 19 | Norvegia (bandiera)     | A     | Marcus Pedersen          |
| 20 | Marocco (bandiera)      | C     | Zakaria Labyad           |
| 20 | Francia (bandiera)      | A     | Gaël Kakuta              |
| 21 | Estonia (bandiera)      | P     | Marko Meerits            |
| 22 | Paesi Bassi (bandiera)  | P     | Piet Velthuizen          |
| 23 | Paesi Bassi (bandiera)  | C     | Jan-Arie van der Heijden |
| 25 | Marocco (bandiera)      | C     | Adnane Tighadouini       |
| 27 | Burkina Faso (bandiera) | C     | Bertrand Traoré          |
| 30 | Ecuador (bandiera)      | C     | Renato Ibarra            |
| 34 | Paesi Bassi (bandiera)  | C     | Theo Janssen             |
| 37 | Georgia (bandiera)      | D     | Guram K'ashia            |
| 38 | Paesi Bassi (bandiera)  | D     | Patrick van Aanholt      |
| 39 | Paesi Bassi (bandiera)  | C     | Wimilio Vink             |
| 44 | Paesi Bassi (bandiera)  | A     | Brahim Darri             |
| 46 | Paesi Bassi (bandiera)  | C     | Elmo Lieftink            |
| 48 | Paesi Bassi (bandiera)  | P     | Jeroen Houwen            |

## Calciomercato

### Sessione estiva(dal 01/07 al 02/09)
| Arrivi           | Arrivi           | Arrivi              | Arrivi        |
| R.               | Nome             | da                  | Modalità      |
| ---------------- | ---------------- | ------------------- | ------------- |
| D                | Sam Hutchinson   | Chelsea             | prestito      |
| D                | Kelvin Leerdam   |                     | svincolato    |
| C                | Cristián Cuevas  | Chelsea             | prestito      |
| C                | Francisco Júnior | Everton             | prestito      |
| C                | Marko Vejinović  |                     | svincolato    |
| A                | Christian Atsu   | Chelsea             | prestito      |
| A                | Giorgi Chanturia | Alanija Vladikavkaz | fine prestito |
| A                | Marcus Pedersen  | Odense              | fine prestito |
| A                | Lucas Piazon     | Chelsea             | prestito      |
| Altre operazioni |                  |                     |               |
| R.               | Nome             | da                  | Modalità      |
| C                | Nicky Hofs       | Willem II           | fine prestito |

| Partenze | Partenze            | Partenze        | Partenze      |
| R.       | Nome                | a               | Modalità      |
| -------- | ------------------- | --------------- | ------------- |
| P        | Eloy Room           | Go Ahead Eagles | prestito      |
| D        | Nikola Aksentijević | Partizan        | prestito      |
| D        | Tomáš Kalas         | Chelsea         | fine prestito |
| D        | Michihiro Yasuda    |                 | svincolato    |
| C        | Simon Cziommer      |                 | svincolato    |
| C        | Marco van Ginkel    | Chelsea         | definitivo    |
| C        | Nicky Hofs          |                 | svincolato    |
| A        | Wilfried Bony       | Swansea City    | definitivo    |
| A        | Marcus Pedersen     | Barnsley        | prestito      |

### Tra le due sessioni
| Arrivi | Arrivi | Arrivi | Arrivi   |
| R.     | Nome   | da     | Modalità |
| ------ | ------ | ------ | -------- |

| Partenze | Partenze      | Partenze | Partenze   |
| R.       | Nome          | a        | Modalità   |
| -------- | ------------- | -------- | ---------- |
| A        | Jonathan Reis |          | svincolato |

### Sessione invernale(dal 01/01 al 31/01)
| Arrivi | Arrivi          | Arrivi           | Arrivi     |
| R.     | Nome            | da               | Modalità   |
| ------ | --------------- | ---------------- | ---------- |
| C      | Rochdi Achenteh | PEC Zwolle       | definitivo |
| C      | Zakaria Labyad  | Sporting Lisbona | prestito   |
| C      | Bertrand Traoré | Chelsea          | prestito   |
| A      | Uroš Đurđević   | Rad Belgrado     | definitivo |

| Partenze | Partenze           | Partenze      | Partenze      |
| R.       | Nome               | a             | Modalità      |
| -------- | ------------------ | ------------- | ------------- |
| D        | Sam Hutchinson     | Chelsea       | fine prestito |
| C        | Adnane Tighadouini | NAC Breda     | definitivo    |
| A        | Brahim Darri       | De Graafschap | prestito      |
| A        | Gaël Kakuta        | Chelsea       | fine prestito |

## Risultati

### Eredivisie

#### Girone di andata
| Arbitro: | Vink (Noordwijkerhout) |

|                                     |           |           |
| Leerdam 27’ Pedersen 31’ Ibarra 81’ | Marcatori | 90’ Amoah |

| Arbitro: | Wiedemeijer (Velden) |

|                                               |           |                             |
| Braber 12’ Castelen 39’ Duits 74’ (rig.), 76’ | Marcatori | 3’ Leerdam 54’ Q'azaishvili |

| Arbitro: | Janssen (Meijel) |

|            |           |                  |
| Höcher 69’ | Marcatori | 62’ Q'azaishvili |

| Arbitro: | Gözübüyük (Haarlem) |

|              |           |  |
| Havenaar 22’ | Marcatori |  |

| Arbitro: | Liesveld (Waverveen) |

|               |           |          |
| Johansson 42’ | Marcatori | 82’ Reis |

| Arbitro: | van Sichem (Almere) |

|                             |           |  |
| Piazon 35’, 88’ Leerdam 68’ | Marcatori |  |

| Arbitro: | van Boekel (Venray) |

|                        |           |                                           |
| Hemlein 33’ Higdon 86’ | Marcatori | 11’ Leerdam 41’ (rig.) Janssen 90’ Piazon |

| Arbitro: | Vink (Noordwijkerhout) |

|              |           |                       |
| Havenaar 83’ | Marcatori | 18’ de Vrij 20’ Pellè |

| Arbitro: | Liesveld (Waverveen) |

|                            |           |                                 |
| Finnbogason 43’ Otigba 49’ | Marcatori | 54’, 72’ Piazon 90’ van Aanholt |

| Arbitro: | Kuipers (Oldenzaal) |

|                          |           |                        |
| Havenaar 32’ Pröpper 73’ | Marcatori | 75’ Živković 78’ Chery |

| Arbitro: | Nijhuis (Enschede) |

|  |           |                  |
|  | Marcatori | 90’ Q'azaishvili |

| Arbitro: | van Boekel (Vierlingsbeek) |

|                                          |           |                      |
| Atsu 31’ (rig.) Havenaar 86’ Pröpper 90’ | Marcatori | 63’ (rig.) De Ridder |

| Arbitro: | Makkelie (Dordrecht) |

|  |           |                                          |
|  | Marcatori | 35’ (rig.), 41’ (rig.) Piazon 65’ Kakuta |

| Arbitro: | Kuipers (Oldenzaal) |

|                                         |           |  |
| Vejinović 33’ Leerdam 50’ Chanturia 90’ | Marcatori |  |

| Arbitro: | Nijhuis (Enschede) |

|                     |           |                                                                      |
| Depay 45’ Rekik 84’ | Marcatori | 38’ Piazon 66’ Havenaar 75’ Leerdam 85’, 90’ Pröpper 87’ van Aanholt |

| Arbitro: | van Sichem (Almere) |

|                                    |           |                              |
| Piazon 35’ (rig.), 50’ Leerdam 84’ | Marcatori | 24’ (rig.) Buijs 89’ Lurling |

#### Girone di ritorno
| Arbitro: | Vink (Noordwijkerhout) |

|                  |           |                           |
| Linssen 51’, 77’ | Marcatori | 6’ van Aanholt 41’ Piazon |

| Arbitro: | Liesveld (Waverveen) |

|               |           |                         |
| Fernandez 10’ | Marcatori | 6’ Atsu 90’ van Aanholt |

| Arbitro: | Vink (Noordwijkerhout) |

|          |           |            |
| Mori 30’ | Marcatori | 71’ Higdon |

| Arbitro: | Gözübüyük (Haarlem) |

|           |           |             |
| Pellè 39’ | Marcatori | 57’ K'ashia |

| Arbitro: | Wiedemeijer (Boxmeer) |

|  |           |                                       |
|  | Marcatori | 20’ (aut.) van Aanholt 42’ Jóhannsson |

| Arnhem 7 febbraio 2014, ore 20:00 23ª giornata | Vitesse                    | 0 – 0 referto | ADO Den Haag | Gelredome (16.753 spett.)\| Arbitro: \| van Boekel (Vierlingsbeek) \| |
| Arbitro:                                       | van Boekel (Vierlingsbeek) |               |              |                                                                       |

| Arbitro: | Vink (Noordwijkerhout) |

|                          |           |  |
| Castaignos 55’ Tadić 78’ | Marcatori |  |

### Coppa d'Olanda
| Arbitro: | Lindhout |

|            |           |                                             |
| Eggers 37’ | Marcatori | 45’ Janssen 65’ K'ashia 74’ van der Heijden |

| Arbitro: | Higler (Amersfoort) |

|                                                                       |           |  |
| Kakuta 2’, 84’ van der Struijk 35’ Chanturia 72’ Francisco Júnior 77’ | Marcatori |  |

| Arbitro: | Blom (Alphen aan den Rijn) |

|                              |           |                 |
| Hupperts 66’, 90’ Höcher 83’ | Marcatori | 75’ van Aanholt |

### Europa League
| Arbitro: | del Cerro |

|            |           |                 |
| Grozav 84’ | Marcatori | 52’ (rig.) Reis |

| Arbitro: | Vučemilović-Šimunović Jr. |

|                     |           |                          |
| van der Heijden 72’ | Marcatori | 21’ Boudjemaa 90’ Grozav |